# Udeterus pallidus
Udeterus pallidus là một loài bọ cánh cứng trong họ Cerambycidae.